# (3822) Segovia
(3822) Segovia es un asteroide perteneciente al cinturón de asteroides descubierto por Tsutomu Seki desde el Observatorio de Geisei, Japón, el 21 de febrero de 1988.

## Designación y nombre
Segovia fue designado al principio como 1988 DP1.
Más tarde, en 1989, se nombró en honor del guitarrista español Andrés Segovia (1893-1987).

## Características orbitales
Segovia está situado a una distancia media del Sol de 2,27 ua, pudiendo acercarse hasta 2,003 ua y alejarse hasta 2,537 ua. Su excentricidad es 0,1176 y la inclinación orbital 2,56 grados. Emplea en completar una órbita alrededor del Sol 1249 días.

## Características físicas
La magnitud absoluta de Segovia es 13,8.